# James Reid
James Reid (n. 8 martie 1875, Buckie⁠(d), Scoția, Regatul Unit al Marii Britanii și Irlandei – d. 19 martie 1957) a fost un trăgător de tir ce a reprezentat Regatul Unit al Marii Britanii și al Irlandei de Nord, medaliat olimpic. A participat la o ediție a Jocurilor Olimpice (1912) în care a câștigat o medalie de argint.